# Xクラブ

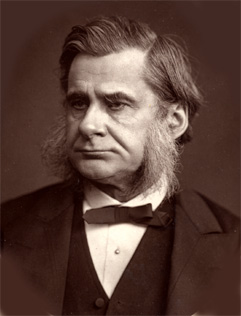
トマス・ヘンリー・ハクスリー Xクラブを呼びかけた。

Xクラブ（エックスクラブ、 英: X Club）は、19世紀後半のイングランドで自然選択説と学問の自由を支持した9人の男性による非公式のダイニングクラブであった。トマス・ハクスリーが創始者で、1864年11月3日の初めての会合を呼びかけた。クラブは7、8、9月を除き、月に一度ロンドンで会食した。クラブは1864年11月から1893年3月まで続いた。彼らはイギリスの科学界に幅広い影響を与えたと考えられている。
クラブのメンバーは医者・古生物学者ジョージ・バスク、化学者エドワード・フランクランド、数学者トマス・ハースト、植物学者ジョセフ・ダルトン・フッカー、トマス・ハクスリー、考古学者ジョン・ラボック、哲学者ハーバート・スペンサー、数学者・物理学者ウィリアム・スポティスウッド、物理学者ジョン・ティンダルである。
クラブが結成される前からすでに彼らは知り合いだった。1860年代までに個人的な親交は社会的なネットワークに変化した。彼らはしばしばともに食事をし、ともに休暇を過ごした。チャールズ・ダーウィンの『種の起源』が1859年に出版された後、彼らは博物学と自然主義を守るためにともに活動を始めた。1860年代初頭に台頭した英国国教会の自由主義神学運動の指導者を個人的、公的に支援した。彼らによれば、クラブはもともと個人的な親交が疎遠にならないように、そして神学的な影響から科学の独立性をどのように維持するか議論をするために始まった。クラブの主要な目標は、専門的な科学の実践のためにロンドン王立協会を改革することであった。1870年代と1880年代にはクラブのメンバーはイギリス科学界で突出した立場に立ち、外部の幾人かはクラブがイギリス科学界に強い影響力を持ちすぎていると訴えた。
メンバーの死と、生き残った人の高齢化によって会合が困難になり、クラブは1893年に解散した。

## 歴史

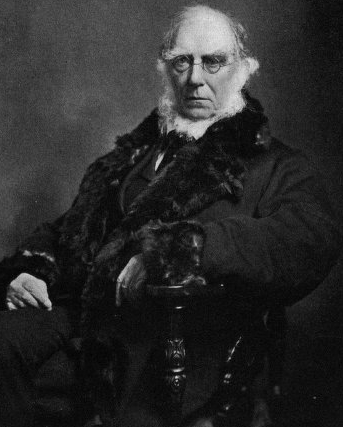
植物学者・探検家ジョセフ・ダルトン・フッカー

初の夕食会がロンドン中心部のセントジョージズホテルで1864年11月に行われたとき、集まったのは8人だった。同年12月に2回目の会合があったときウィリアム・スポティスウッドが加わった。彼らはすでに社会的な結びつきがあった。
1850年代に後のクラブのメンバーは2つの友人グループを形作っていた。ティンダル、フランクランド、ハーストは物理学者として1840年代後半にはすでに友人であった。ハクスリー、フッカーとバスクは1850年代初めに外科医・博物学者として友人同士であった。1850年代中頃にはハクスリーとフッカーを中心としてネットワークができつつあった。彼らは友人、専門家として互いに助け始めた。例えば1863年にティンダルはフランクランドが王立研究所で職を得るのに協力した。スポティスウッド、スペンサー、ラボックは1860年代初頭に進化と自然主義についての議論の過程で交友関係に加わった。
彼らは多くの共通点を持っていた。全員が中流階級の出身で、宗教的信仰も類似していた。30歳のラボックと57歳のバスクをのぞいてみな中年で、ラボックを除いて全員がロンドンに住んでいた。より重要なことに、全員が博物学、自然主義、そして知的探求の宗教からの独立、いわゆる学問の自由に関心を持っていた。

### 時代背景

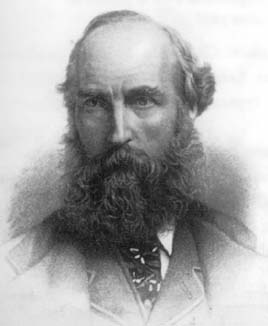
数学者・物理学者ウィリアム・スポティスウッド

Xクラブが存在したのは科学と宗教が激しく対立したヴィクトリア朝イングランドであった。1859年に出版されたチャールズ・ダーウィンの『種の起源』と自然選択説は、裕福なアマチュアで構成されていた科学界の体制派と聖職者を兼任していた博物学者から嵐のような議論を引き起こし、イギリス国教会からの攻撃を招いた。19世紀の初めから、彼らは進化論を神授的な貴族社会の秩序への攻撃と見なしていた。一方で、進化に関するダーウィンの考えは自由主義的な神学者と新しい世代の職業的科学者によって歓迎された。
のちにXクラブを構成する人々はダーウィンを支持し、彼の業績を科学に対する聖職者の干渉からの解放ための大きな闘争の一部と見なした。Xクラブのメンバーは1864年のダーウィンのコプリ・メダル受賞においてかなりの役割を果たした。
1860年に国教会自由主義派によってキリスト教に関するエッセイ集、「エッセイ・アンド・レビュー」が出版された。エッセイ集は聖書が記述する世界の歴史に対する生物学者と地質学者の一世紀近くつづく挑戦の要約を示していた。手短に言えば、エッセイ・アンド・レビューの執筆者は聖書を他の文学作品と同じように分析しようと試みていた。エッセイ集はダーウィンの著作以上の論争を引き起こした。後のXクラブのメンバーは執筆者を支持し、ラボックは自由主義派と科学者の間に同盟を結ぼうとさえ試みた。
二人の自由主義派の神学者が異端の有罪判決を受けたが、政府はこの判決を覆した。その時、サミュエル・ウィルバーフォースら主流派と福音派は議会への請願と進化論への大規模な反発を組織した。国教会の集会で福音派は神の言葉と行いへの信仰を再確認したと発表し、信仰を強制する「第40条」を作ろうとした。彼らはイギリス学術協会でキャンペーンを行い、ダーウィンの同盟者であるハクスリーの「危険な党派」を打倒しようとした。
1862年にナタールの司教ジョン・ウィリアムズ・コレンソは「Pentateuch」を出版し、旧約聖書の最初の五冊を分析した。コレンソは分析で数学的な計算と人口動態の概念を用いた。そして旧約聖書の最初の五冊が不完全で信頼できないことを示した。英国国教内で激怒の声が上がった。後のXクラブはコレンソを支持するだけでなく、そのアイディアについて議論するためにコレンソとしばしば食事をともにした。
1863年に人種に関する問題でイギリスの科学界に新たな亀裂が入った。ダーウィンの理論を拒絶したロンドン人類学会が、ダーウィンの提唱した進化理論で奴隷制度が支持されると主張したとき議論は混乱した。のちのXクラブのメンバーは奴隷制度を批判しアカデミックな自由主義を受け入れたロンドン民族学会を支持した。Xクラブのメンバー、特にラボック、ハクスリー、バスクは学会内の軋轢と「神学的セクト主義の嫉妬」が有害だと感じた。彼らはロンドン人類学会のイギリス学術協会への関与（人類学会のメ会員はみな学術協会の会員でもあった）を制限しようと試みた。
このように、1864年までにXクラブのメンバーは私的にも公的にも戦いに加わり、ロンドンの科学界で学問の自由を発展させる目的を共有した。

## 夕食会

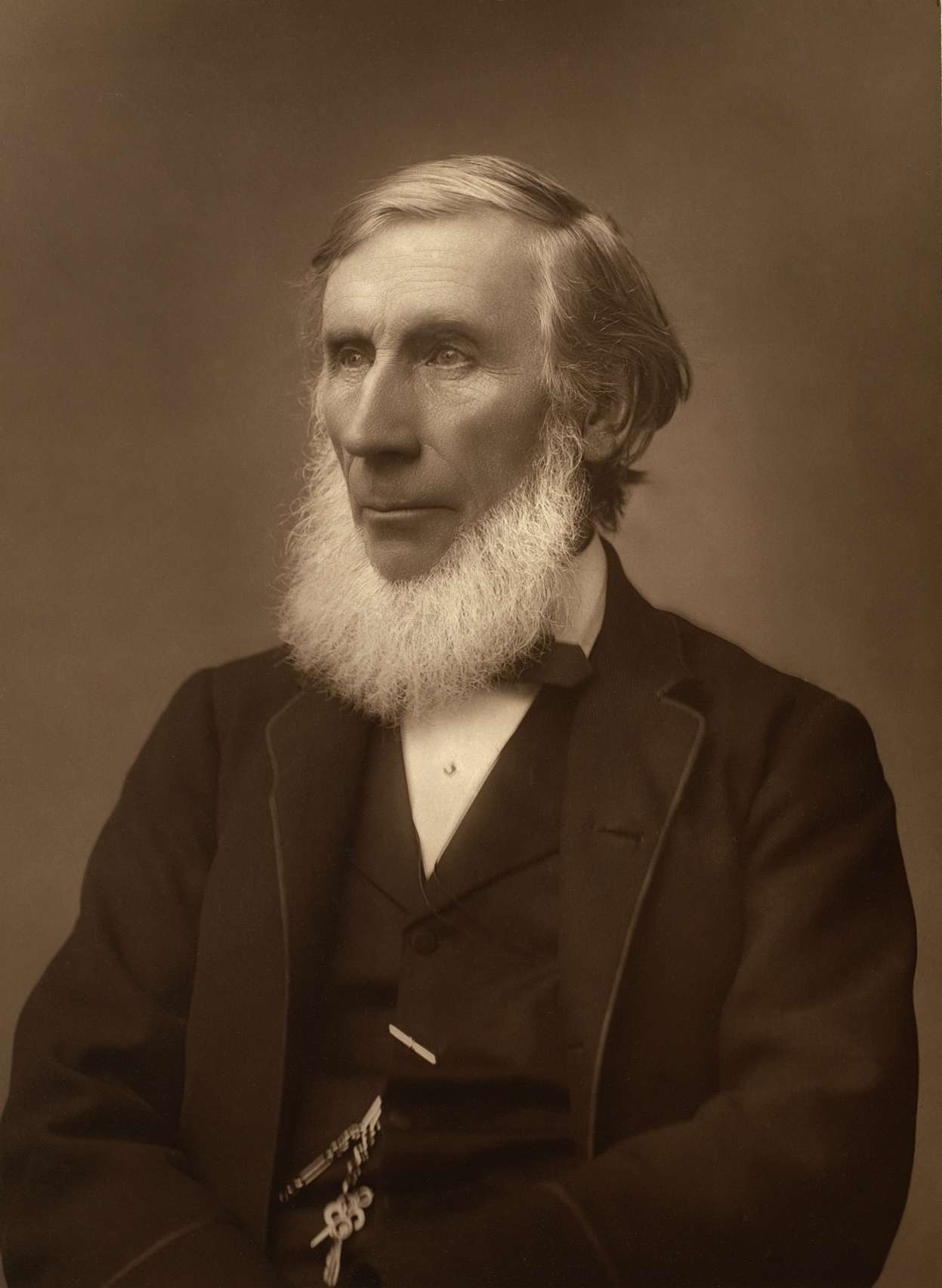
アイルランド生まれの物理学者ジョン・ティンダル

共通の関心を持つ人々が非公式のダイニングクラブを結成しアイディアや情報を共有することは後期ビクトリア朝のイングランドでは一般的であった。1800年代に存在した公的な共同体や機関は非公式のダイニングクラブに起源を持つことが多かった。当時の多くの公的な共同体が抱えていた問題は会議の方法であった。ほとんどはあまりに大きくて個人的な科学的話題を論じるのに不適当だった。加えて、1860年代には学会内の進化と宗教に関する議論によって、関心を共有する人同士の議論でさえ困難になった。
19世紀後半にはフィロソフィカル・クラブやレッドライオン・クラブのように、いくつかの科学的なクラブが作られた。しかしこれらのクラブにはハクスリーやフッカーらが求めた科学的に厳格な専門性が欠如していた。Bクラブのようなより専門性の高い他のクラブとは親密ではなかった。

## クラブの結成
1864年にハクスリーはフッカーへの手紙で友人グループと疎遠になるのが恐ろしいと述べた。ハクスリーは友人たちの社会的結束を維持するためにダイニングクラブの結成を提案し、フッカーはすぐに同意した。ハクスリーは親睦がクラブの唯一の目的であると常に主張していたが、他のメンバー、特にハーストは他の目的があると主張した。実際に最初の会合を彼は「科学への献身、純粋さと自由、宗教的ドグマからの解放」と描写し、協調の努力が役立つときがくると予測した。
初の会合の夜にハクスリーは冗談でブラストダーミック・クラブ（胚盤葉クラブ、胚盤葉は全ての鳥類の発生の基盤となる）と提案した。このため、一部の歴史家はハクスリーが新たなクラブが科学の発展のガイド役となることを望んだと感じる。サーロウ・クラブという名称も提案された。これは当時の「非正統な意見を表明する自由運動」にちなんでいるが、どちらも却下された。スペンサーが後に語ったところによるとXクラブという名称は1865年5月に決まった。それは「何も意味していない」。名前そのものはハーストによればバスク夫人から提案された。
会合は休暇中に当たる7,8,9月を除く毎月第一木曜に行われると決まった。バーリントンハウスで午後8時か8時半から行われるロンドン王立協会の会議に間に合うように、夕食会はいつも午後6時から行われた。
初の会合には8人が集まった。スポティスウッドは第二回の会合から出席した。生理学者ウィリアム・ベンジャミン・カーペンターと建築家ジェームズ・ファーガソンも誘われたが彼らは辞退した。スペンサーによれば後の議論で、クラブ以外の人々は親しくなかったか十分に知的でなかったために、これ以上メンバーを増やさないことが決められた。それに対してハクスリーは、新しい名前が挙がっても旧メンバー全員の同意を得られなかったために誰も入れなかったと書き残している。
スペンサーによればクラブの規則は唯一「規則がないこと」であったが、1885年に会合の公式な記録が付けられることになったためにその規則は破られた。またスペンサーの説明に反してクラブは会計と書記を持っていた。どちらもメンバーが持ち回りで担当し、会費を集め、次の会合の予定を通知した。
ハースト、ハクスリー、フッカー、ティンダルは非公式の記録を書き残している。

## 影響

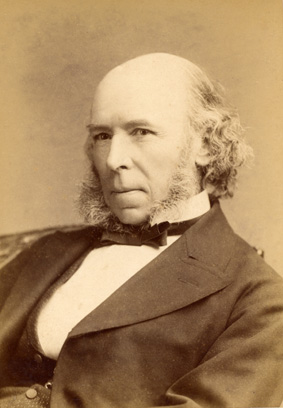
哲学者・政治理論家ハーバート・スペンサー

1864年の創設から1893年の解散までXクラブとメンバーは、アメリカのサイエンティフィック・ラザローニ、フランスのアルクイユ協会と同じように、イギリス科学界に大きな影響をもたらした。1870年から1878年までフッカー、スポティスウッド、ハクスリーはロンドン王立協会で役職を持ち、1873年から1885年まで3代続けて会長職を独占した。スポティスウッドは1870年から1878年まで協会の会計役を務めハクスリーは1872年に事務局長を務めた。フランクランドとハーストも王立協会にとって重要だった。フランクランドは1895年から1899年まで海外担当の役員であり、ハーストは1864年から1882年の間に三度、評議員を務めた。
協会の外でも彼らは影響力のある地位を維持し続けた。メンバーのうち5人は1868年から1881年までに英国学術協会の会長を務めた。ハーストは1872年から1874年までロンドン数学学会の会長を務めた。バスクはイングランド王立外科医師会の審議官と会長を務めた。フランクランドは1871年から1873年のロンドン化学学会の会長を務めた。
9人は併せて3つのコプリ・メダル、5つのロイヤル・メダル、2つのダーウィン・メダル、そしてランフォード・メダル、ライエル・メダル、ウォラストン・メダルを一つずつ獲得した。18の名誉学位とメリット勲章、プロイセンのプール・ル・メリット勲章を一つずつ得た。二人がナイトに叙された。彼らが科学界で重要な地位を維持し続けたためにこのプライベートなクラブは有名になった。多くの人々はクラブをイギリス科学界の幹部会と見なし、リチャード・オーウェンのような一部の人はクラブの影響力の大きさを訴えた。
1876年にクラブはラボックのイギリス議会への立候補を支持することを決議した。しかし、ハクスリーは常にクラブの目的が、単にそれがなければ疎遠になるかも知れない友人たちを繋ぐためのものだと言い続けた。ハクスリーによればメンバー全員が科学界で重要な地位を維持したのは単なる偶然であった。

## 終焉
1880年までにXクラブのメンバーは科学界で重要な地位を維持し、クラブは高く評価されたが、次第にちりぢりになっていった。1883年にスポティスウッドが腸チフスで死去した。スペンサーによればその頃健康だったのは二人だけだった。会議への出席は減少し始めた。1885年にフランクランドとラボックは新しい会員を選ぶべきだと主張した。この点に関しては意見の相違があり、結局その主張は退けられた。1886年にはバスクが死去した。1889年にハクスリーとスペンサーが土地国有化政策で意見を対立させ、グループに亀裂が入った。メンバーは年を取り、1880年代後半から1890年代前半に幾人かがロンドンを離れた。出席者数が減ったためにクラブを解散すべきかという意見が話題に上った。最後の会合は形式張らないかたちで1893年3月に行われ、フッカーとフランクランドだけが出席した。